# دسترسی چندگانه با قابلیت شنود سیگنال حامل
دسترسی چندگانه با قابلیت شنود سیگنال حامل/پیشگیری از تصادم (به انگلیسی: Carrier Sense Multiple Access/Collision Avoidance) یا CSMA/CA در شبکه‌های کامپیوتری، روش دسترسی چندگانه در شبکه‌های بی‍سیم می‌باشد. نودی که قصد ارسال اطلاعات دارد باید مدت زمان مشخصی را به کانال گوش دهد و تشخیص دهد که آیا نود دیگری قصد ارسال اطلاعات بر روی کانال را در حوزه بی‌سیم مربوط به خودش دارد یا خیر. اگر کانال «آزاد» باشد، سپس نود اجازه می‌یابد تا فرایند ارسال را آغاز کند. اما اگر کانال «مشغول» باشد، نود مذکور فرایند ارسال را به زمان رندوم دیگری موکول می‌کند. به محض اینکه مبادله اطلاعات آغاز شد، باز این امکان وجود دارد که ارسال واقعی اطلاعات رخ ندهد.
پیشگیری از تصادم، برای بهبود کارایی CSMA مورد استفاده قرار می‌گیرد. روش کار بدین صورت است که اگر نودی در حال ارسال اطلاعات باشد، نود دیگر اجازه ارسال نخواهد داشت، بنابراین با این کار احتمال تصادم به حداقل می‌رسد.
CSMA/CA یک روش دسترسی لایه ۲ است، اما در مدل OSI یک پروتکل جداگانه نمی‌باشد.

## جزئیات

الگوریتم ساده‌شده CSMA/CA

استفاده از تکنیک پیشگیری از تصادم برای بهبود کارایی CSMA بکار می‌رود. تکنیک فوق با تقسیم کردن کانال بی‌سیم به صورت مساوی بین تمام نودهای ارسال کننده درون یک دامنه تصادم کار می‌کند. CSMA/CA و CSMA/CD از نظر طبیعت رسانه‌ای در آن به کار می‌روند با یکدیگر تفاوت دارند. CSMA/CA در طیف فرکانس رادیویی استفاده می‌شود. در این نوع رسانه به هیچ وجه نمی‌توان تصادم‌هایی که در نود ارسال کننده اتفاق می‌افتد را تشخیص داد، بنابراین پیاده‌سازی متد CSMA/CA یا روش دسترسی چندگانه دیگر حیاتی به نظر می‌رسد. CSMA/CA در استاندارد ۸۰۲٫۱۱ و بر مبنای شبکه محلی بی‌سیم یا دیگر سیستم‌های ارتباطی با سیم و بی‌سیم دیگر مورد استفاده قرار می‌گیرد. یکی از مشکلاتی که در ارتباطات داده‌ای بی‌سیم وجود دارد این است که امکان شنود اطلاعات زمانیکه در حال ارسال هستند وجود ندارد، بنابراین تشخیص تصادم نیز غیرممکن است. دلیل دیگر مشکل پایانه پنهان است، که به موجب آن نود A در محدوده گیرنده R است اما در محدوده فرستنده S نیست، بنابراین فرستنده اطلاعات نمی‌تواند تشخیص بدهد که آیا فرستنده S در حال ارسال داده به گیرنده R هست یا خیر.
موارد زیر به صورت مرحله به مرحله روش کار CSMA/CA را تشریح می‌کند:
- قدم اول: ابتدا خط را شنود می‌کنیم تا مطمئن شویم که فضای رسانه انتقال مشغول نیست.
- قدم دوم: مدت زمان تصادفی پیش از ارسال فریم را منتظر می‌مانیم تا از لحاظ آماری احتمال ارسال اطلاعات توسط دیگر نودها را کاهش دهیم.
- قدم سوم: اگر مدت زمان تصادفی پایان یافت، دوباره به رسانه گوش می‌دهیم تا مطمئن شویم خط شلوغ نباشد. اگر نبود، فریم را ارسال می‌کنیم.
- قدم چهارم: پس از اینکه تمام فریم‌ها را ارسال کردیم، منتظر پیغام تصدیق می‌مانیم.
- قدم پنجم: اگر هیچ پیغام تصدیقی دریافت نشد، دوباره فریم را ارسال می‌کنیم، و با استفاده از منطق CSMA/CA مدت زمان مناسبی را برای ارسال دوباره منتظر می‌مانیم.

## تبادل بسته‌های IEEE 802.11 RTS/CTS
CSMA/CA را می‌توان به صورت اختیاری با تبادل بسته RTS یا تقاضا برای ارسال (Request to Send) که توسط فرستنده S و بسته CTS یا مجوز ارسال (Clear to Send) که توسط گیرنده R ارسال می‌شود، همراه کرد؛ بنابراین با این روش، به تمام نودها هشدار داده می‌شود که در محدوده فرستنده، گیرنده یا هر دو، در خلال تبادل اطلاعات، هیچگونه ارسالی انجام نشود. از این تکنیک با عنوان تبادل IEEE 802.11 RTS/CTS یاد می‌کنند. با پیاده‌سازی RTS/CTS می‌توان به مشکل پایانه پنهان که اغلب در شبکه‌های بی‌سیم رخ می‌دهد، فائق آمد.

## کارایی
کارایی CSMA/CA به‌طور عمده‌ای به تکنیک مدولاسیونی که در ارسال اطلاعات بین نودها استفاده می‌شود، بستگی دارد. مطالعات نشان داده‌است که در شرایط انتشار ایده‌آل (شبیه‌سازی‌ها)، تکنیک توالی مستقیم طیف گسترده یا DSSS، بالاترین خروجی را برای تمامی نودهای شبکه زمانیکه بار وارده بر شبکه سبک باشد فراهم می‌آورد. تکنیک پرش فرکانس طیف گسترده یا FHSS با فاصله زیادی در پشت DSSS قرار می‌گیرد. این تکنیک زمانی می‌تواند خروجی بالایی بدهد که بار وارده بر شبکه به‌طور قابل توجهی افزایش یابد. با این وجود، در دنیای واقعی به واسطه فاکتورهای انتشار رادیویی، هر دو تکنیک خروجی یکسانی ارائه می‌دهند.

## کاربردها
- GNET – یک پروتکل اختصاصی LAN قدیمی
- LocalTalk Apple روش CSMA/CA را با استفاده از سیگنال پارازیت سه بایتی در شبکه خطی پیاده‌سازی می‌کند.
- ۸۰۲٫۱۱ RTS/CTS: با استفاده از پیغام‌های درخواست برای ارسال (RTS) و مجوز برای ارسال (CTS) در WLAN، شنود مجازی حامل را مهیا می‌کند.
- IEEE 802.15.4 (Wireless PAN) از CSMA/CA استفاده می‌کند.
- NCR WaveLAN: پروتکل اختصاصی شبکه‌های بی‌سیم
- HomePNA
- شبکه‌های خطی
- استاندارد ITU-T G.hn که با استفاده از سیم کشی‌های موجود در منازل (خطوط قدرت، خطوط تلفن و کابل‌های هم محور) یک شبکه محلی پرسرعت (تا ۱ گیگابیت در ثانیه) را با کمک CSMA/CA به عنوان روش دسترسی کانال ارائه می‌دهد.